# Vittore Ottolini
Vittore Ottolini (Milano, 30 gennaio 1825 – Milano, 10 novembre 1892) è stato uno storico, giornalista, scrittore, commediografo e militare italiano.

## Biografia
Di nobili origini, figlio di Bernardo e di Clelia Conca, Vittore Ottolini si formò nel collegio degli oblati di Gorla Minore (Varese), quindi frequentò il liceo a Milano.
A marzo 1848 partecipò alle Cinque Giornate di Milano e nel 1849  difese la Repubblica Romana, nella Compagnia Medici. Tornato a Milano, trovò un impiego all'Ispettorato sinistri e iniziò l'attività giornalistica. Collaborò a "L'Artista", 1850, poi pubblicò racconti su "La Fenice" e dal 1856 su "L'Uomo di Pietra". Dal 1857 al 1858 fu editore e proprietario del settimanale "La stampa": giornale di scienze, lettere, arti, teatri e varietà.
Nel 1854 pubblicò "Scene popolari", cui seguirono i romanzi "Dopo il carcere" e "Romanzo sociale contemporaneo", 1858, che racconta la vita di Sebastiano, dall'esperienza del carcere fino al matrimonio con Teresa. Il romanzo fu recensito da Ippolito Nievo e da Giuseppe Rovani.

### Le guerre del 1859 e del 1860
Nel 1859 Vittore Ottolini aderì alla commissione per la costruzione di un monumento a Dante, commissione che fu sciolta dalla polizia. Si arruolò volontario garibaldino nel 1959. Pubblicò saggi storici: "I Cacciatori delle Alpi (1848-1859)", "Cronaca della Compagnia Medici", 1849, coll'elenco dei soldati che la componevano, e "Scene storico-militari", 1860; Pubblicò poi i romanzi "Uno dei Mille della spedizione garibaldina nel mezzodì d'Italia", 1861 e "Castelfidardo", 1863 che fu recensito da Cletto Arrighi.
Scrisse il libello "Prigioni e prigionieri. Sui migliori sistemi penitenziari", 1861, una rassegna dei sistemi penitenziari di Lombardia, Inghilterra, Stati Uniti e Francia: era un invito al Parlamento italiano a riformare le carceri.

### Storico e insegnante
Nel 1861 Vittore Ottolini è nella Guardia nazionale di Milano e dallo stesso anno, fino al 1872, è l'addetto stampa dell'Istituto lombardo di scienze e lettere. Dal 1862 si dedica all'insegnamento di Lingua e Letteratura italiana e di Storia e Geografia nella scuola normale maschile e in scuole serali superiori maschili. 
Pubblica racconti "Il giuoco della dama" e "Confidenze d'un cenciajolo", 1865 e "Una settimana sulle Alpi, 1871. Fra il 1874 e il 1876 furono rappresentate sue opere teatrali, in dialetto milanese, ma ne furono edite solamente due: "I cartolinn postaj" e "On ricatt a Milan".
Come frutto di lezioni all'Accademia di Brera, pubblicò il saggio storico "Il teatro in Italia", che parte dall'età latina e arriva fino a Silvio Pellico e a Giambattista Niccolini. In occasione della l'Esposizione nazionale di Milano, pubblicò "Principali poeti vernacoli milanesi", 1881, in cui erano compresi Carlo Maria Maggi, Carlo Porta, Tommaso Grossi e Domenico Balestrieri.
La sua attività di storico giunse al culmine ne "La Rivoluzione lombarda del 1848 e 1849", 1887, saggio che arriva fino alla sconfitta a Novara e alla caduta di Roma e di Venezia, con ampia raccolta di documenti. Due anni dopo pubblicò "Le 5 giornate milanesi del marzo 1848", con documenti e testimonianze, avanzando riserve su Carlo Cattaneo.